# Mistrzostwa Czech w Lekkoatletyce 2002
33. Mistrzostwa Czech w Lekkoatletyce – zawody lekkoatletyczne, które odbyły się od 19 do 21 lipca 2002 na Stadionie Miejskim w Ostrawie.

## Rezultaty

### Mężczyźni
| Konkurencja:                  | Złoto                                                                 | Wynik    | Srebro                                                            | Wynik    | Brąz                                                              | Wynik    |
| Bieg na 100 m                 | Radek Zachoval                                                        | 10,52    | Pavel Rada                                                        | 10,54    | Radek Řechka                                                      | 10,58    |
| Bieg na 200 m                 | Radek Zachoval                                                        | 21,23    | Jiří Vojtík                                                       | 21,49    | Vít Havlíček                                                      | 21,84    |
| Bieg na 400 m                 | Karel Bláha                                                           | 46,00    | Jan Mazanec                                                       | 47,00    | Jan Hanzl                                                         | 47,09    |
| Bieg na 800 m                 | Ondřej Křička                                                         | 1:49,32  | Stanislav Tábor                                                   | 1:49,73  | Lukáš Musil                                                       | 1:50,50  |
| Bieg na 1500 m                | Michal Šneberger                                                      | 3:45,01  | Vladimír Bartůněk                                                 | 3:49,54  | Petr Hubáček                                                      | 3:49,62  |
| Bieg na 5000 m                | Tomáš Krutský                                                         | 14:13,02 | Aleš Drahoňovský                                                  | 14:44,70 | Michal Šmíd                                                       | 14:45,07 |
| Bieg na 10 000 m              | Pavel Faschingbauer                                                   | 29:31,90 | Aleš Drahoňovský                                                  | 30:33,36 | Jan Bláha                                                         | 30:47,97 |
| Bieg uliczny na 10 km         | Pavel Faschingbauer                                                   | 30:05    | Tomáš Krutský                                                     | 30:15    | Michal Šmíd                                                       | 31:08    |
| Bieg przełajowy na 6 km       | Zdeněk Dúbravčík                                                      | 19,22    | Jiří Miler                                                        | 19:24    | Vladimír Pospíšil                                                 | 19:52    |
| Bieg przełajowy na 10 km      | Tomáš Krutský                                                         | 30:59    | Pavel Faschingbauer                                               | 31,25    | Michael Nejedlý                                                   | 32:21    |
| Bieg górski                   | Pavel Faschingbauer                                                   | 34:26    | Miroslav Vítek                                                    | 34:58    | Jan Bláha                                                         | 35:03    |
| Półmaraton                    | Pavel Faschingbauer                                                   | 1:03:34  | Michal Šmíd                                                       | 1:06:15  | Pavel Dudr                                                        | 1:06:17  |
| Maraton                       | Jiří Wallenfels                                                       | 2:25:52  | František Karlík                                                  | 2:28:43  | Petr Hlavenka                                                     | 2:29:48  |
| Bieg na 110 m przez płotki    | Roman Šebrle                                                          | 14,01    | Michal Pavlas                                                     | 14,21    | Pavel Ďurica                                                      | 14,44    |
| Bieg na 400 m przez płotki    | Jiří Mužík                                                            | 48,92    | Štěpán Tesařík                                                    | 49,38    | Michal Uhlík                                                      | 50,67    |
| Bieg na 3000 m z przeszkodami | Michael Nejedlý                                                       | 8:54,80  | Jiří Miler                                                        | 9:06,68  | František Zouhar                                                  | 9:09,72  |
| Sztafeta 4 × 100 m            | AK Most Pavel Jelínek Jaroslav Potůček Jaroslav Čech Jan Kritzbach    | 41,49    | Slavia Praha Jan Stokláska Petr Habásko Rudolf Götz Ludvík Bohman | 41,59    | Dukla Praha Antonín Molek Jaroslav Černý Tomáš Borek Petr Hnízdil | 41,87    |
| Sztafeta 4 × 400 m            | Slavia Praha Jindřich Šimánek Michal Uhlík Ondřej Křička Václav Bláha | 3:10,31  | Olymp Praha Martin Braniš Josef Rous Martin Košťál Jiří Vojtík    | 3:11,21  | Dukla Praha Jiří Kmínek Roman Šebrle Pavel Kolajta Karel Bláha    | 3:11,37  |
| Chód na 20 km                 | Jiří Malysa                                                           | 1:22:49  | Miloš Holuša                                                      | 1:22:49  | Jiří Mašita                                                       | 1:27:51  |
| Chód na 50 km                 | Jiří Šorm                                                             | 4:17:07  | Tomáš Hlavenka                                                    | 4:19:42  | Zdeněk Simon                                                      | 4:24:25  |
| Skok wzwyż                    | Tomáš Janků                                                           | 2,28     | Jan Janků                                                         | 2,28     | Svatoslav Ton                                                     | 2,21     |
| Skok o tyczce                 | Adam Ptáček                                                           | 5,55     | Martin Kysela                                                     | 5,55     | Štěpán Janáček                                                    | 5,40     |
| Skok w dal                    | Petr Hnízdil                                                          | 7,42     | Jiří Kuntoš                                                       | 7,40     | Roman Šebrle                                                      | 7,39     |
| Trójskok                      | Petr Hnízdil                                                          | 16,12    | Jiří Herza                                                        | 15,76    | Jan Marcis                                                        | 15,24    |
| Pchnięcie kulą                | Petr Stehlík                                                          | 19,34    | Josef Rosůlek                                                     | 18,59    | Antonín Žalský                                                    | 17,67    |
| Rzut dyskiem                  | Libor Malina                                                          | 62,23    | Libor Racek                                                       | 52,68    | Antonín Žalský                                                    | 52,38    |
| Rzut młotem                   | Vladimír Maška                                                        | 76,22    | Pavel Sedláček                                                    | 75,43    | Lukáš Melich                                                      | 70,49    |
| Rzut oszczepem                | Miroslav Guzdek                                                       | 74,96    | Radek Pejřimovský                                                 | 73,59    | Vít Šimeček                                                       | 72,53    |
| Dziesięciobój                 | Jan Poděbradský                                                       | 7974     | Milan Kohout                                                      | 7001     | Vít Zákoucký                                                      | 6979     |

### Kobiety
| Konkurencja:                  | Złoto                                                                     | Wynik    | Srebro                                                                         | Wynik    | Brąz                                                                               | Wynik    |
| Bieg na 100 m                 | Hana Benešová                                                             | 11,56    | Pavla Andrýsková                                                               | 11,67    | Štěpánka Klapáčová                                                                 | 11,74    |
| Bieg na 200 m                 | Hana Benešová                                                             | 23,35    | Štěpánka Klapáčová                                                             | 23,96    | Kristina Bažatová                                                                  | 24,32    |
| Bieg na 400 m                 | Ludmila Formanová                                                         | 53,05    | Tereza Žížalová                                                                | 53,66    | Helena Fuchsová                                                                    | 53,79    |
| Bieg na 800 m                 | Renata Hoppová                                                            | 2:04,83  | Petra Lochmanová                                                               | 2:06,21  | Michaela Nová                                                                      | 2:06,51  |
| Bieg na 1500 m                | Renata Hoppová                                                            | 4:20,43  | Lenka Švaňhalová                                                               | 4:20,82  | Michaela Mannová                                                                   | 4:23,98  |
| Bieg na 5000 m                | Petra Kamínková                                                           | 16:20,14 | Lucie Müllerová                                                                | 17:13,18 | Eva Burdychová                                                                     | 17:31,34 |
| Bieg na 10 000 m              | Petra Kamínková                                                           | 33:59,58 | Hana Haroková                                                                  | 36:04,91 | Eva Burdychová                                                                     | 36:08,09 |
| Bieg uliczny na 10 km         | Petra Kamínková                                                           | 34:54    | Jana Biolková                                                                  | 36:42    | Lucie Müllerová                                                                    | 36:45    |
| Bieg przełajowy na 6 km       | Jana Biolková                                                             | 22:05    | Jana Mostecká                                                                  | 22:17    | Radka Holubová                                                                     | 22:32    |
| Bieg górski                   | Irena Šádková                                                             | 40:51    | Pavla Havlová                                                                  | 42:13    | Pavla Matyášová                                                                    | 42:31    |
| Półmaraton                    | Jana Klimešová                                                            | 1:16:04  | Milena Procházková                                                             | 1:16:30  | Irena Šádková                                                                      | 1:18:31  |
| Maraton                       | Jana Klimešová                                                            | 2:47:24  | Milena Procházková                                                             | 2:53:24  | Hana Haroková                                                                      | 2:56:02  |
| Bieg na 100 m przez płotki    | Michaela Hejnová                                                          | 13,42    | Lucie Martincová                                                               | 13,60    | Eva Šafaříková                                                                     | 14,09    |
| Bieg na 400 m przez płotki    | Alena Rücklová                                                            | 57,70    | Lucie Sichertová                                                               | 58,80    | Ivana Sekyrová                                                                     | 1:01,17  |
| Bieg na 3000 m z przeszkodami | Jana Biolková                                                             | 9:58,86  | Michaela Mannová                                                               | 10:01,50 | Zuzana Rücklová                                                                    | 10:59,84 |
| Sztafeta 4 × 100 m            | USK Praha Lucie Komrsková Štěpánka Klapáčová Hana Benešová Tereza Košková | 45,62    | Olymp Praha Michaela Hejnová Klára Dubská Eva Šafaříková Lenka Ficková         | 46,88    | Sokol SG Plzeň-Petřín Tereza Štvánová Věra Gažáková Radka Jelínková Lucie Fraňková | 48,75    |
| Sztafeta 4 × 400 m            | Olymp Praha Klára Dubská Helena Fuchsová Michaela Hejnová Tereza Žížalová | 3:41,12  | AC Čáslav Michaela Šimková Kamila Dušková Drahomíra Eidrnová Ludmila Formanová | 3:47,57  | Sparta Praha Marie Burešová Jana Klečková Ivana Sekyrová Pavlína Dlouhá            | 3:48,41  |
| Chód na 20 km                 | Barbora Dibelková                                                         | 1:44:06  | Monika Choděrová                                                               | 1:48:40  | Lenka Židková                                                                      | 1:53:18  |
| Skok wzwyż                    | Zuzana Hlavoňová                                                          | 1,88     | Barbora Laláková                                                               | 1,84     | Iva Straková                                                                       | 1,83     |
| Skok o tyczce                 | Šárka Mládková                                                            | 4,00     | Kateřina Baďurová Michaela Boulová                                             | 4,00     | –                                                                                  | –        |
| Skok w dal                    | Lucie Komrsková                                                           | 6,29     | Martina Darmovzalová                                                           | 6,18     | Veronika Navrátíková                                                               | 5,90     |
| Trójskok                      | Martina Darmovzalová                                                      | 13,98    | Veronika Navrátíková                                                           | 13,00 w  | Petra Daňková                                                                      | 12,86    |
| Pchnięcie kulą                | Věra Pospíšilová                                                          | 16,42    | Lucie Vrbenská                                                                 | 15,09    | Jana Kárníková                                                                     | 14,88    |
| Rzut dyskiem                  | Vladimíra Racková                                                         | 62,32    | Věra Pospíšilová                                                               | 60,76    | Jana Kárníková                                                                     | 44,99    |
| Rzut młotem                   | Lucie Vrbenská                                                            | 61,30    | Klára Chytrá                                                                   | 55,88    | Jana Hyjánková                                                                     | 52,06    |
| Rzut oszczepem                | Nikola Tomečková                                                          | 58,41    | Barbora Špotáková                                                              | 56,76    | Jitka Lázničkováá                                                                  | 49,44    |
| Siedmiobój                    | Šárka Beránková                                                           | 5995     | Jana Klečková                                                                  | 5562     | Petra Borovičková                                                                  | 4875     |